# Dundee (Michigan)
Pour les articles homonymes, voir Dundee (homonymie).
Dundee est un village du comté de Monroe, dans l'État du Michigan, aux États-Unis. En 2020, il comptait une population de 5 323 habitants.